# 假鐵莧
假鐵莧（学名：Claoxylon brachyandrum），又名台湾白桐树，为大戟科假鐵莧屬下的一个种。